# Neoperla affinis
Neoperla affinis är en bäcksländeart som beskrevs av Peter Zwick 1983. Neoperla affinis ingår i släktet Neoperla och familjen jättebäcksländor. Inga underarter finns listade i Catalogue of Life.